# Операция «Чёрный пояс» (Израиль)
Операция «Чёрный пояс» (ивр. מבצע חגורה שחורה‎, Мивца́ Хагора́ Шхора́; англ. Operation Black Belt) — израильская военная операция в секторе Газа, проведённая с 12 по 14 ноября 2019 года.

## Ход событий

### 12 ноября
В ночь на вторник, 12 ноября, в результате удара ЦАХАЛа был убит командир северного крыла «Бригад Аль-Кудса» («Палестинский исламский джихад») Бахаа Абу аль-Ата. Вместе с ним была убита его жена.
Также, был нанесён ракетный удар по дому в Дамаске, в котором находился член политбюро «Исламского джихада» Акрам аль-Аджури. Сам он был ранен. Его сын Муадж, член «Бригад Аль-Кудса», и ещё один активист «Исламского джихада» были убиты.
В течение дня из сектора Газы были выпущены около 210 ракет по территории Израиля (последний обстрел — 22:48), от приграничных районов до удалённых до 80 км от границы, включая Холон и Тель-Авив. Около 40 ракет, летевших на жилые районы, были сбиты системой ПРО «Железный купол». Два человека получили лёгкие ранения, десяткам — потребовалась медицинская помощь в связи с лёгкими травмами и нервным шоком. Восьмилетняя девочка в Холоне потеряла сознание и упала во время обстрела, после чего была госпитализирована в тяжёлом состоянии. В центральной части Негева, округах Лахиш и Шфела (юг) была отменена работа учебных заведений, предприятий и организаций, кроме признанных жизненно-важными в условиях чрезвычайной ситуации.
ЦАХАЛ атаковал в Газе около 100 целей военной инфраструктуры «Исламского джихада». Минздрав Газы сообщил об 11 убитых (включая аль-Ату), большинство из которых были членами «Исламского джихада», и 45 раненых.

### 13 ноября
Вскоре после полуночи, в ответ на ракетный обстрел в 22:48 12 ноября, ЦАХАЛ атаковал ракетные установки, в том числе подземные, командные пункты «Исламского джихада» и подземный объект её инфраструктуры, а в течение дня и другие позиции противника. Согласно пресс-службе армии, среди поражённых целей были группы «ракетчиков» (до, в ходе и после обстрела территории Израиля); дом одного из лидеров «Бригад Аль-Кудса» в Рафахе (перед нанесением удара ЦАХАЛ предупредил об атаке, дав возможность покинуть здание); завод «Исламского джихада», включая несколько цехов, изготавливавший ракеты (компоненты, электронные платы и окончательная сборка) и топливо для ракет, способных поражать цели в центральных районах Израиля; штаб в Хан-Юнисе и склад оружия, располагавшийся в доме активиста «Исламского джихада» Адама Абу Хадайда, судно и база подготовки ВМС группировки и склад оружия на её территории.

### 14 ноября
Согласно египетским и палестинским источникам, в 5:30 утра по израильскому времени вступило в силу соглашение о прекращении огня.
Тем не менее, согласно сообщению пресс-службы ЦАХАЛа, на юге Израиля был зафиксирован пуск ракеты в 17:23.

### 15 ноября
В ночь на 15 ноября, были атакованы ряд целей группировок Палестинский Исламский Джихад и Комитетов Освобождения Палестины

### 16 ноября
В ночь на субботу, 16 ноября, из сектора Газа было выпущено две ракеты по израильской территории, перехваченные Железным куполом. В ответ израильские ВВС атаковали позиции ХАМАСа.